# Список умерших в 1899 году
В этой статье представлен список известных людей, умерших в 1899 году.
См. также: Категория:Умершие в 1899 году

## Январь
- 1 января — Дмитрий Святополк-Мирский (74) — русский генерал, участник Кавказских походов, Крымской войны и русско-турецкой войны 1877—1878 гг.
- 3 января — Дмитрий Григорович (77) — русский писатель и искусствовед.
- 9 января — Аполлон Скальковский (90) — российский и украинский учёный, исследователь истории Украины, писатель и издатель.
- 17 января — Камилло Эверарди (73) — певец (баритон) и педагог бельгийского происхождения.
- 26 января — Адольф Дэннери — французский драматург.
- 27 января — Дороти Дин (39) — британская актриса и натурщица.
- 29 января — Альфред Сислей (59) — французский художник английского происхождения.

## Февраль
- 3 февраля — Юлиуш Коссак (74) — польский художник-баталист.
- 6 февраля — Лео фон Каприви (67) — рейхсканцлер Германии в 1890 — 1894 годах.
- 21 февраля — Джордж Боуэн (77) — британский колониальный губернатор.
- 25 февраля — Пол Рейтер (83) — предприниматель, журналист, основатель крупнейшей информационной компании (телеграфного агентства «Рейтер»).

## Март
- 1 марта — Иван Любимов — российский предприниматель.
- 4 марта — Василий Белозерский — украинский общественно-политический и культурный деятель, либерал, журналист, редактор журнала «Основа».
- 14 марта — Хейман Штейнталь (75) — немецкий филолог и философ.
- 20 марта — Марта Плэйс (44) — первая женщина, казнённая на электрическом стуле.
- 27 марта — Юлий Ставровский-Попрадов (49) — закарпатский поэт, грекокатолический священник.

## Апрель
- 1 апреля — Леонард Маркони — львовский скульптор, педагог итальянского происхождения. Мастер архитектурной пластики эпохи историзма.
- 3 апреля — Андрей Малов — протоиерей.
- 3 апреля — Матвей Троицкий (63) — русский психолог, философ; представитель эмпирической философии в России, инициатор создания и первый председатель Московского психологического общества.
- 12 апреля — Анри Бек (61 или 62) — французский драматург, автор известных пьес «Вороны» и «Парижанка»; по другим данным, умер в мае.
- 14 апреля — Афанасий Бычков (80) — русский историк, археограф, библиограф, палеограф, академик Петербургской Академии наук (1869), директор Императорской публичной библиотеки (1882—1899), член Государственного совета (с 1890).
- 22 апреля — Иоганн Кёлер (73) — эстонский художник, основоположник эстонской живописи.
- 26 апреля — Карл Гогенварт (75) — австро-венгерский государственный деятель.

## Май
- 10 мая — Николай Ренненкампф (66) — русский юрист, педагог, учёный, профессор и ректор Киевского университета святого Владимира, городской голова г. Киева.
- 16 мая — Фредерик Маккой — британский палеонтолог, зоолог.
- 17 мая — Иосиф Рабинович (61) — еврейский публицист и общественный деятель.
- 25 мая — Василий Васильевский (61) — российский византинист, академик Императорской Санкт-Петербургской Академии Наук.
- 25 мая — Эмилио Кастелар-и-Риволи (66) — испанский политик, писатель и историк, президент Испанской республики в 1873 — 1874 годах.
- 31 мая — Егор Старицкий (73) — российский судебный деятель.

## Июнь
- 3 июня — Иоганн Штраус (сын) (73) — австрийский композитор, дирижёр и скрипач.
- 7 июня — Хуго Вайдель (49) — австрийский химик.
- 8 июня — Николай Гулак (78) — украинский учёный, общественный и политический деятель, педагог, публицист.

## Июль
- 10 июля — Георгий Александрович (28) — Его Императорское Высочество, третий сын Александра III и Марии Фёдоровны, брат Николая II.
- 13 июля — Василий Тарновский (62) — общественный и культурный деятель.
- 28 июля — Антонио Бланко (70) — фактический диктатор Венесуэлы в 1870—1887, генерал.
- 30 июля — Александр (Закке-Заккис) (64) — епископ Русской православной церкви, епископ Полоцкий и Витебский.

## Август
- 12 августа — Александр Нильский (58) — русский актёр.

## Сентябрь
- 18 сентября — Николай Лавровский (73) — доктор русской словесности, тайный советник.
- 23 сентября — Андрей Пастухов (41) — русский альпинист, геодезист, гляциолог, этнограф, биолог, исследователь Кавказа.

## Октябрь
- 12 октября — Бауман, Оскар (35) — австрийский географ и путешественник, исследователь Африки.

## Ноябрь
- 1 ноября — Ахпюр Сероб — наиболее видный представитель армянского федаинского движения 1890-х годов.
- 8 ноября — Август Даугель (69) — эстонский и российский гравер.
- 16 ноября — Винцас Кудирка (40) — литовский композитор, поэт, автор литовского национального гимна.
- 23 ноября — Михаил Капустин (71) — российский правовед.
- 27 ноября — Гвидо Гезелле (69) — фламандский поэт и филолог.
- 28 ноября — Оскар Фабиан (53) — польский математик и физик.

## Декабрь
- 19 декабря — Аполлоний Романович (41) — главный редактор газеты «Туркестанские ведомости».